# Viktoria Aschaffenburg
SV Viktoria 01 Aschaffenburg é uma agremiação esportiva alemã, fundada a 6 de agosto de 1901, sediada em Aschaffenburg, na Baviera.

## História
Apesar de Aschaffenburg estar localizado na Baviera, o Viktoria Aschaffenburg historicamente desempenhou o seu futebol na Hessenliga (V), a liga associada de Hessen, ao invés da Fussball-Bayernliga (V), contra clubes das cidades vizinhas. A situação também se reflete, em parte, na história da região, que não faz parte tradicionalmente da Baviera. Exemplo semelhante ocorreu com o FC Bayern Alzenau que também atuou na Hessenliga pelas mesmas razões. Depois de 67 temporadas em Hessen, a partir de 1945, os membros do clube votaram com maioria de 80% para voltar à Baviera a partir da temporada 2011-2012.
O clube foi fundado em 24 de junho de 1904 com a fusão do FC Aschaffenburg, de 6 de agosto de 1901, e Viktoria Aschaffenburg FC, de 12 de abril de 1902. Renomeado Sportverein Viktoria Aschaffenburg 01, a 3 de junho de 1906, o time reunido atuou na Kreisliga Odenwald, Kreisliga Nordmain, Kreisliga Südmain e Bezirksliga Main-Hessen (Grupo Principal) por um par de temporadas na década de 1920, mudando freqüentemente de ligas.
Em 1937, fundiu-se brevemente com o Reichsbahn TuSpo Aschaffenburg para jogar como Reichsbahn-Viktoria Aschaffenburg, mas houve uma cisão em 1939. A equipe disputou uma final, na primeira divisão em 1942, por uma única temporada na Gauliga (Nord) Bayern, uma das dezesseis principais divisões estabelecidas em 1933 na reorganização do futebol alemão sob o Terceiro Reich.
O Aschaffenburg retornou à primeira divisão após a Segunda Guerra Mundial jogando na Oberliga Süd por duas temporadas no final dos anos 1940 e, em seguida, durante a maior parte dos anos 1950, competindo contra os times que mais tarde viriam a desempenhar papel preponderante na Bundesliga, tais quais, o Bayern de Munique, 1. FC Nuremberg e VfB Stuttgart, diante de um público de 16.000 a 19.000 pessoas. Obtendo campanhas razoáveis, seu melhor resultado foi um quinto lugar em 1956, contudo uma série de campanhas ruins culminaram na queda para a fase III da Amateurliga Oberliga-Hessen bem antes da formação da Bundesliga em 1963.
As melhores performances da equipe ocorreram na década de 1980, quando ganhou duas vezes o título da Oberliga Hessen e a promoção para 2.Bundesliga, na qual atuaram nas temporadas 1985-1986, 1986-1987 e 1988-1989. Durante esse período e, nos anos 90, o Aschaffenburg fez uma meia dúzia de aparições nas primeiras rodadas da DFB-Pokal, a Copa da Alemanha. O melhor desempenho adveio, em 1988, quando ele eliminou o então partícipe da Bundesliga, 1. FC Köln por 1 a 0 na segunda fase antes de finalmente sair nas quartas de final ao capitular diante do Werden Bremen por 3 a 1.
Uma campanha ruim o rebaixou à quarta divisão na temporada 1993-1994. Em 1995, os clubes sub-19 participaram de forma notável do futebol alemão. Depois de 20 títulos consecutivos na Bayernliga (grupo norte) conquistados pelo 1. FC Nuremberg, o Viktoria terminou essa série, tornando-se apenas o segundo clube a vencer este campeonato. A equipe júnior jogou no sistema de liga da Bavária, ao contrário da sua equipe principal.
O time foi rebaixado à Landesliga Hessen-Süd (V) na temporada 2003-2004 e desde então voltou a jogar na Oberliga-Hessen (IV).
Um terceiro lugar na Oberliga, em 2007-2008, significava que o clube se tornaria um dos quatro clubes desse campeonato a integrar a Regionalliga Süd na temporada seguinte. Depois de terminar em décimo-terceiro na temporada 2008-2009, fora das fileiras da zona de rebaixamento, o time decidiu retornar à Hessenliga por conta de razões financeiras. O Viktoria experimentou uma queda adicional no final da temporada 2009-2010, quando foi caiu ao nível seis, a Verbandsliga Hessen-Süd, apesar de terminar em oitavo, também por razões financeiras.
Nesse campeonato, o Viktoria ficou em segundo lugar, em 2010-2011, se classificando para a rodada de promoção à Hessenliga. Em novembro de 2011, os sócios do clube votaram pelo retorno ao sistema de liga da Baviera depois do clube ter jogado em Hessen desde 1945. Juntamente com a equipe principal, a equipe reserva também se transferiria, enquanto as equipes de base já atuavam na Baviera. As razões para essa opção tornaram mais fácil o sistema de qualificação para as Regionalligas. Renovadas em 2012, em Hessen, o clube precisaria vencer o campeonato, enquanto na Baviera um nono lugar seria adequado para a promoção. Outra razão se deu por conta das menores exigências em relação à infra-estrutura para a disputa da nova Regionalliga Bayern, um fator importante para a associação em recuperação que acabara de escapar da insolvência no ano anterior.

## Títulos
Ligas
- 2. Oberliga Süd (II)
  - Vice-campeão: (2) 1951, 1955;
- Hessenliga (III-V)
  - Campeão: (4) 1974, 1985, 1988, 1992;
  - Vice-campeão: 2007;
- Landesliga Hessen-Süd (V)
  - Campeão: 2004;
- Verbandsliga Hessen-Süd (VI)
  - Vice-campeão: 2011;

Copas
- Hessenpokal
  - Campeão: 1991;
  - Vice-campeão: 2008;

Categorias de base
- Campeonato da Baviera sub-19
  - Vice-campeão: (3) 1955, 1995, 2004;
- Campeonato da Baviera sub-17
  - Vice-campeão: 2002;
- Campeonato da Baviera sub-15
  - Campeão: 1999;

## Recent seasons
The recent season-by-season performance of the club:
| Temporada | Divisão                 | Módulo | Posição |
| 1999–2000 | Hessenliga              | IV     | 6ª      |
| 2000–01   | Hessenliga              | IV     | 10ª     |
| 2001–02   | Hessenliga              | IV     | 10ª     |
| 2002–03   | Hessenliga              | IV     | 16ª ↓   |
| 2003–04   | Landesliga Hessen-Süd   | V      | 1ª ↑    |
| 2004–05   | Hessenliga              | IV     | 10ª     |
| 2005–06   | Hessenliga              | IV     | 10ª     |
| 2006–07   | Hessenliga              | IV     | 2ª      |
| 2007–08   | Hessenliga              | IV     | 3ª ↑    |
| 2008–09   | Regionalliga Süd        | IV     | 13ª ↓   |
| 2009–10   | Hessenliga              | V      | 8ª ↓    |
| 2010-11   | Verbandsliga Hessen-Süd | VI     | 2ª ↑    |
| 2011–12   | Hessenliga              | V      | 4ª ↑    |
| 2012–13   | Regionalliga Bayern     | IV     | ª       |